# Donatello (Teenage Mutant Ninja Turtles)
Donatello, apelidado Don ou Donnie, é um dos protagonistas da franquia Tartarugas Ninjas.
Nas primeiras histórias das Tartarugas Ninja, as quatro tartarugas usam bandanas vermelhas, mas, em outras versões, Donatello usa uma bandana púrpura. A sua arma de assinatura é um bō. Ele é descrito como o mais inteligente, com aptidão natural para a tecnologia, e o líder na ausência de Leonardo.